# MÁV M46 sorozat

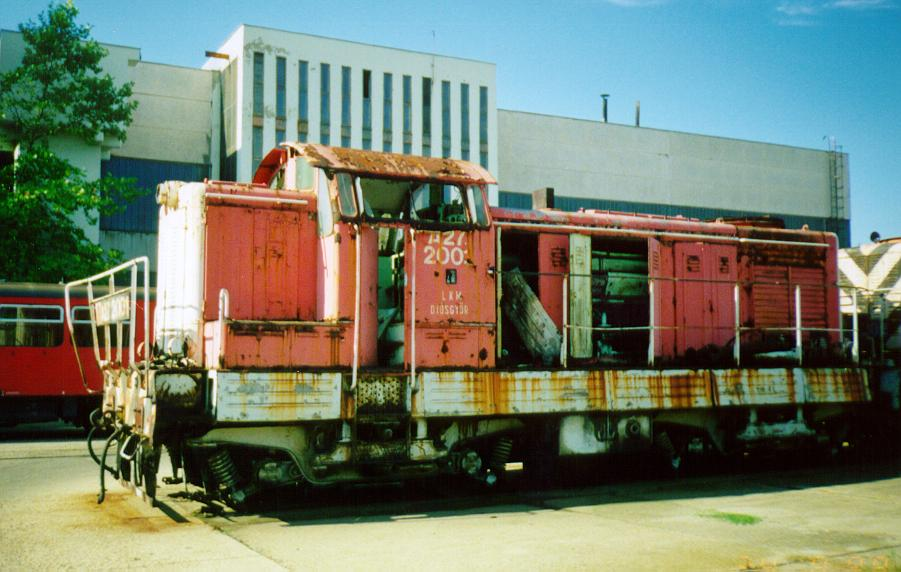
M46 oldalnézetből

A MÁV M46 sorozat a MÁV részére szállított, nem villamosított pályákra szánt közepes terhelhetőségű dízel-hidraulikus erőátvitelű dízelmozdony-sorozat. Ipari sorozatjele: A27 (ahogy az ipari M40-esek is). 1961 és 1964 között összesen kilenc darabot gyártottak belőle. Beceneve: Kispúpos, illetve Szomorú.

## Története
Az 1960-as évek elején az általános dízelesítési programnak köszönhetően szüksége volt a MÁV-nak egy legfeljebb 12 tonna tengelynyomású, minimum 60 km/h végsebességre képes univerzális mozdonyra, a másodrendű fővonalak személy- és teherforgalmának kiszolgálására. További követelmény volt a méretéhez képest a minél nagyobb teljesítmény, és a vonatfűtő berendezés megléte. A korabeli ügyiratok alapján a rosszabb állapotú vonalakra a könnyebb M38-as sorozatot, a többire az M46-os sorozatot szánták. Megtervezésére a Ganz–MÁVAG-ot kérték fel, amely 1960-ban neki is látott a DHM3-1 jellegű, dízel-hidraulikus mozdony megtervezéséhez.

### DHM3–1
A járművekbe a 610 lóerős 12JVF 17/24 típusú dízelmotort építették be, Voith hajtóművel. A járműszerkezet egy vezetőállásos, két gépterű (hosszú és rövid) kialakítású lett, külsőre sok hasonlóságot mutatva a MÁV M40-es sorozattal. A járművek alá az akkoriban kifejlesztett UFB forgóváz került, a fűtést pedig gázolajtüzelésű gőzfejlesztő kazánnal oldották meg. A Ganz–MÁVAG jelezte a MÁV-nak, hogy a mozdonytípus előreláthatólag nem fogja tudni tartani a 12 tonnás tengelyterhelést, ezért a MÁV úgy döntött, eláll az 50 darabos sorozat beszerzésétől, helyette csak a két prototípus átvételéről döntöttek, a felszabaduló pénzügyi keretből pedig további MÁV M44-es mozdonyokat vásároltak.
A két prototípus 1962-ben állt közforgalomba, igaz, a MÁV ekkor csak bérelte őket. Szinte valamennyi mellékvonalon megfordultak a járművek, de a MÁV elégedetlen volt az eredményekkel. A mozdonyok a budapesti HÉV ráckevei vonalán is megfordultak. Később kizárólag személyforgalomban szerepeltek, elsősorban az esztergomi vonalon. A próbamenetek során megállapították, hogy a mozdonyok nagyjából olyan időközönként szorulnak kerékesztergára, mint a gőzösök, amelynél többet várt el a megrendelő. A legneuralgikusabb pont a motor volt, számos hibája mellett a legkellemetlenebb a fősegédkardán szakadása volt, ami a géptér elejét is súlyosan megrongálta,. Összességében a szakértői szemle megállapította, hogy a típus jó alap, továbbfejlesztésre érdemes, a meglévő hiányosságok kiküszöbölése mellett sorozatgyártásra is alkalmas lehet.

### DHM4–1
A próbameneteken szerzett tapasztalatok alapján kezdtek hozzá a DHM4–1 típusjelű mozdonyok fejlesztéséhez. Új motor, a 760 lóerős VFE került a járművekbe, a Ganz–MÁVAG saját gyártású hajtóművével. Ezúttal is két prototípus készült, melyek 1964–1965-ben kezdték meg a próbameneteket, majd 1965 végén M46 2001 és 2002 pályaszámokon a MÁV tulajdonába kerültek. Eleinte a lajosmizsei vonalon, majd a Balaton északi partján és a Alsóörs–Veszprém-vasútvonalon dolgoztak. Ekkorra főerőátvitelük áttételét úgy módosították, hogy képesek legyenek 90 km/h elérésére, s a záhonyi gyorsvonatok élére kerültek, méghozzá szinkronüzemben. A prototípusok mindazonáltal rendkívül hajlamosak voltak a meghibásodásra, a legkülönfélébb okokból. Ennek ellenére még mindig sorozatgyártásra alkalmasnak találták őket. A prototípusok 1967-ben visszakerültek a Ganz–MÁVAG tulajdonába, ezzel egy időben az első két nullszériás mozdony (M46 2003 és 2004) a MÁV tulajdonába került. A prototípusok ezután A27 2001 és 2002 pályaszám alatt a miskolci Lenin Kohászati Művek tulajdonába kerültek, ahol a nyolcvanas évek közepéig dolgoztak. A ma[mikor?] is létező egyetlen példány a 2001-es, mely a Magyar Vasúttörténeti Parkban van kiállítva, közel eredeti színezésben.

### Nullszéria
Az üzemi tapasztalatok alapján a MÁV öt példányból álló nullszériát rendelt, lényegében változatlan műszaki kivitellel, de 70 km/h sebesség tartása mellett. 1968-ban el is készültek, először a Hámán Kató Fűtőház állományába kerültek, de ott nem váltak be, ezért 1970-ben Pécsre kerültek. Ott azonban továbbra is pocsék üzemkészségük miatt nem sokszor tudták őket bevetni, az üzemképtelenségek jelentős részét a krónikus hidraulika- és irányváltó-meghibásodások okozták, amellett pótalkatrészek se álltak rendelkezésre. Rendszeres meghibásodásaik, valamint a felváltásukra képes MDmot, M43 és M47 mozdonysorozatok megjelenése miatt végül nekiláttak selejtezésüknek. 1975 és 1978 között egy kivételével az összeset szétvágták. Az utolsó, a 2003-as pályaszámú példányt 1981-ben vonták ki végleg a forgalomból, addig főként vésztartalékként szolgált Pécsett.
Összességében a mozdonysorozat végzetét a hajtómű és az irányváltó berendezés hibái okozták, amelyeket a Ganz–MÁVAG sem iparkodott kijavítani. Továbbá a mozdonyszerkezet is nehezen viselte el a gyakorlatban felmerülő durva igénybevételt. Egyes járműszerkezeti elemek kicserélésével talán a teherforgalomban lehetett volna őket használni, ám se a szándék, se a megfelelő pénzügyi keret nem volt meg ehhez.